# Alina Żórawska-Witkowska
Alina Grażyna Żórawska-Witkowska (ur. 23 marca 1949 w Elblągu) – polska muzykolożka, profesor nauk humanistycznych, wykładowczyni w Instytucie Muzykologii Uniwersytetu Warszawskiego. Specjalizuje się w historii muzyki nowożytnej.

## Życiorys
W latach 1967–1972 studiowała muzykologię na Uniwersytecie Warszawskim, gdzie w 1985 uzyskała doktorat na podstawie pracy Muzyka na dworze i w teatrze Stanisława Augusta Poniatowskiego napisanej pod kierunkiem Andrzeja Chodkowskiego. W 1998 uzyskała habilitację na podstawie monografii Muzyka na dworze Augusta II w Warszawie, a rok później została mianowana profesor nadzwyczajną Uniwersytetu Warszawskiego.
Przez całą karierę związana z Instytutem Muzykologii UW. W latach 1997–1998 pełniła tam funkcję wicedyrektor, następnie prodziekan Wydziału Historycznego UW (w latach 1999–2002 do spraw studenckich, a między 2002 a 2005 do spraw finansów). W kadencji 2005–2008 była członkinią Senackiej Komisji do Spraw Polityki Kadrowej, a w ostatniej kadencji ponownie Prodziekanem ds. Studenckich. Od 2004 kieruje Zakładem Powszechnej Historii Muzyki w Instytucie Muzykologii UW. 
Brała udział w badaniach w archiwach i bibliotekach włoskich oraz niemieckich, uczestniczyła w polskich i zagranicznych konferencjach naukowych (Włochy, Niemcy, Francja, Chorwacja, Słowenia, Czechy). W roku akademickim 1984/85 przebywała na stypendium rządu włoskiego w Università degli Studi di Bologna. Od 1988 korzystała z pobytów studyjnych w Dreźnie, prowadząc badania w Sächsische Hauptstaatsarchiv oraz Sächsische Landesbibliothek. W latach 1996–2001 współpracowała z European Science Foundation, będąc w grupie zajmującej się tematyką związaną z operą włoską w środkowej Europie. W latach 2008 i 2009 pracowała w bibliotekach i archiwach w Rzymie jako stypendystka Fundacji Lanckorońskich. Jako współpracowniczka PWM była autorką haseł w Encyklopedii Muzycznej. Redagowała również hasła polskie w encyklopedii włoskiej. Jest członkinią Związku Kompozytorów Polskich, Towarzystwa Badań nad Wiekiem Osiemnastym oraz Johann Adolf Hasse Gesellschaft w Monachium. 
Zainteresowania badawcze koncentruje na problemach związanych z historią muzyki baroku i klasycyzmu, ze szczególnym uwzględnieniem kultury muzycznej w Rzeczypospolitej i recepcji opery włoskiej.

## Publikacje książkowe
- Muzyczne podróże królewiczów polskich: cztery studia z dziejów kultury muzycznej XVII i XVIII wieku, Wydawnictwa Uniwersytetu Warszawskiego, Warszawa 1992.
- Muzyka na dworze Augusta II w Warszawie, Arx Regia, Warszawa 1997.
- Muzyka na dworze i w teatrze Stanisława Augusta, Arx Regia, Warszawa 1995.
- Muzyka na polskim dworze Augusta III. Część I, Polihymnia, Lublin 2012.